# Beania costata
Beania costata is een mosdiertjessoort uit de familie van de Beaniidae. De wetenschappelijke naam van de soort is, als Diachoris costata, voor het eerst geldig gepubliceerd in 1876 door Busk.